# Theridion lenzianum
Theridion lenzianum är en spindelart som beskrevs av Embrik Strand 1907. Theridion lenzianum ingår i släktet Theridion och familjen klotspindlar. Inga underarter finns listade i Catalogue of Life.